# 魔法俏佳人
《魔法俏佳人》（義大利語：Winx Club），由Rainbow S.p.A.和Nickelodeon两家动画工作室制作、意大利广播电视公司（RAI）所首播的卡通。故事描述了了几位有个性、各具特色与超能力的魔法仙子战队“神奇仙子”的生活、学习并且与恶势力奋战的写照。前三季的英文版有两种，分别是由RAI的Cinélume在加拿大所推出的版本、以及由4Kids娱乐在美国所推出的版本。两种英文版之间的各集标题、专有名词、角色生日、对白和背景音乐可能有差别。在第四季，RAI已经在美国解除对4Kids娱乐的授权，并与尼克国际儿童频道作为新的合作伙伴。第五季在2012年8月推出，最后一季预定在2014年(正好是十周年)推出。第七季后开了新系列名别World of Winx，由Rainbow S.p.A.和Netflix共同制作。另外還存在以本作品為主題的電腦遊戲，也推出了三套3D動畫電影，分別是《Winx Club: The Secret of the Lost Kingdom》、以及在2010年加入立體電影效果的《Winx Club 3D: Magical Adventure》、2014年的《Winx club: The Mystery of the Abyss》 ，可說是第一套以3D動畫技術製作魔法少女動畫系列。
六位仙靈組曾以真人裝扮參加羅馬電影節，也有幸於上海世博擔任義大利館的代言人，以3D動畫方式為觀眾介紹馬爾凱。2021年由尼克兒童頻道推出首部真人影集版本《Fate：魔法俏佳人傳奇》，並在Netflix上首播。

## 故事簡介
在茫茫宇宙的某個世界「魔法仙境」裡，善良和邪惡勢力進行鬥爭，在这个奇幻世界中，存在仙靈（fairy）、女巫（witch）、小精靈（pixie）、一般人類以及許多其它各式各樣的種族或專業。在第一季到第三季中，身為故事主線角色的仙子們平時住在歐飛亞學院內相處、學習，處理戀愛上的問題，還要在各種邪惡勢力造成威脅的時候挺身奮戰。到了第四季已經畢業，因任務前往地球。除了開一間寵物店，仍然做類似的事。第五季則是為了守護地球的海洋而持續奮戰。

### 第一季 (共26集)
住在地球花園市的一個平凡女孩「蕾兒」，在因緣之下認識了一位仙子絲黛娜之後，進入魔法仙境的歐飛亞學院就讀，在那裡結交了幾位仙子朋友，並共同成立了「仙靈組」。一開始來自黑雲塔學院的三巫組原本主要找仙靈組麻煩，紅山泉學院的男角色也相繼出現。蕾兒逐漸發現自己的身世，並得知自己是神龍聖火的守護天女。

### 第二季 (共26集)
某日，仙子萊拉從達卡魔王手中逃脫，昏迷在樹林邊被蕾兒的仙靈組所救，之後加入仙靈組並跟著就讀歐飛亞學院。而三巫組被安置在光聖修道院進行感化教育。
達卡魔王入侵光聖修道院帶走三巫組並收編，命她們為自己尋找秘笈，好解放自己的力量。隨著四部秘笈集齊，達卡魔王成功設計虜獲蕾兒並將她轉變為黑暗蕾兒，欲藉神龍聖火之力啟動秘笈力量，三巫組則以失去利用價值被囚禁。蕾兒最後在藍天呼喚下清醒，仙靈組在啟動魔法仙咒（Charmix）的情況下完成聚合力魔法擊敗達卡魔王。歐飛亞學院、紅山泉學院和黑雲塔學院的聯盟再次成功，大家回到歐飛亞學院慶祝。另一方面，三巫組也逃脫達卡魔王的囚禁。

### 第三季 (共26集)
仙靈組得知在自己的家鄉，靠著自己的力量為某人做出犧牲，得到了獨特的變身能力，並成為超仙靈女（Enchantix），也就是真正的仙子。而也有新的成員－那布（Nabu），和新的敵人－魔陀（Valtor）。

### 第四季 (共26集)
仙靈組接受法拉剛達的聘書，以魔法老師的身分回到歐飛亞學院。不久四位神秘的巫師闖進歐飛亞學院發動攻擊，以壓倒性優勢擊敗仙靈組。當他們抓住蕾兒的時候發現蕾兒不是他們的目標，便丟下蕾兒離開。法拉剛達這才告訴仙靈組那些巫師是暗黑界巫師，就是他們讓地球仙子絕跡。仙靈組後來到小精靈村，得知地球上還有最後一位仙子。如果讓巫師抓到最後一位仙子，他們就所向無敵。法拉剛達派仙靈組前往地球，除了找出地球最後一位仙子，還要讓地球人相信仙子的存在。在仙靈組前往地球後，聖英雄也跟上支援。
仙靈組在地球上進行任務兼修行。讓越多地球人相信仙子，仙靈組越強大，巫師們越衰弱。仙靈組在地球上試過幾項工作後，開了一間魔法寵物店－Love&Pet。聖英雄也在類似的遭遇後，在水果音樂吧工作。仙靈組先找到地球最後一位仙子─蘿西並讓她相信仙子，得到超神靈女（Believix）的力量。後來又得到三種仙翅與三種神之恩賜。一方面要讓更多人相信仙子、阻止巫師的陰謀，另一方面在釋放地球仙子後要化解地球仙子的報復之心。最後人類接受仙子，巫師被擊敗，蘿西的親生母親地球仙后茉佳娜也在傳位給星雲以後和蘿西與蘿西父親克勞團聚。

### 第五季 (共26集)
三巫組和新敵人天那斯逃出安卓斯的監獄並且結成同盟。天那斯在地球的海洋製造污染，試圖透過不斷的汙染變得更強大，並且給三巫組強大的力量。仙靈組發現，超神靈女的法力在水裡完全沒用。為了擊敗海中的強敵，仙靈組需要新力量－仙海魔法。

### 第六季 (共26集)
三巫组這一次佔領了黑雲塔學院，並利用蕾兒的女巫朋友瑟麗娜把傳奇之書-傳奇收藏的妖魔釋放出來為害人間。仙靈组這次要暫時共同使用神龍聖火來變身成仙靈魔法，可是蕾兒在行動中不小心傷害了芙羅菈而自責離隊，她們還可以發揮新的力量－幻形仙法嗎？

### 第七季 (共26集)
仙靈動物長期以來是魔法仙界重要的一環，在法利剛達學生時期訓練仙靈動物原本是成為仙子的必要課程，這一次出現新的敵人喀夏拉（Kalshara）在歐菲亞學生時期和法利剛達是同學，後來利用法利剛達還取得野獸魔法，想破壞仙靈動物在仙界的循環，仙靈組必須適用蝶仙魔法（Butterflix）配合他們的仙靈動物守衛保護仙靈動物公園的安全，而當喀夏拉取得最強大仙靈動物守衛時，也釋放了困在傳奇之書的三巫組……

## 技能、法力與魔法物品

### 第一季出現
神龍聖火（Dragon Flame）
不滅的聖火，傳說中神龍創世的力量，也是蕾兒強大法力的來源，強大到即使被暫時奪走也會不斷恢復，第六季仙靈組的仙子們被奪走法力時，蕾兒將自身神龍聖火的能量分給其他位仙子。
太陽仙戒
絲黛娜的傳家戒指，可轉變為仙靈杖以輔助施法。是由帶有神龍聖火之力的隕石所造。三巫組曾經為了得到神龍聖火之力奪取仙靈戒，但是毫無用處。
巫靈光
三巫組施展的魔咒，可以偵測強大的力量來源及吸取力量。三巫組就是用巫靈光奪取蕾兒的神龍聖火之力。
快樂歡心小劍蘭
生長在黑泥沼澤，是一種可以對抗女巫悲傷咒的解藥。

### 第二季出現
黑魔牢
達卡魔王一開始用來囚禁小精靈的牢籠。
秘笈（台灣）/ 法典（香港）（Codex）
達卡魔王亟欲取得的魔法物品，用來解放力量。分成四部分，分別保管在歐飛亞學院、紅山泉學院、黑雲塔學院和小精靈村。
黑魔環
第二季的黑魔環是達卡魔王賜與三巫組，讓三巫組力量更強大。不過當達卡被仙靈組消滅後黑魔環就消失了。
光之種子
仙靈組進行解救小精靈行動由法拉剛達給予的物品。丟在地上能產生強光，只能使用一次。
精技魔法
仙子的進階魔法課程。仙子的初學者是憑直覺施法，但是想要獲得更佳的效果就要注意施法時咒語和動作的精準。
聚合咒（Convergence）
仙子可以聯合施法，達成更強大或多樣的效果。但是施法者之間的配合度要足夠才能成功。
精技忍者
位於伊拉可楊行星擁有特殊戰技的一群部隊。由於他們的存在，令伊拉可楊行星充滿危險。為了這個原因，藍天和白蘭度甚至交換身份當作為藍天避禍的方式。
波塔瓦
在Winx Club世界設定的水果，曾經有兩位歐飛亞學院的學生為了主張是自己的東西而吵架，但是妙莎一經過就消弭紛爭。
索拉藻
在Winx Club設定生長在小精靈村的植物，解毒的萬靈藥。當假的亞佛倫宣稱自己中了植物的毒，潘拉迪調製解藥。而小精靈丹丹返回小精靈村要取索拉藻，卻因此被達卡魔王派出的雪姬跟蹤找到小精靈村位置，並奪走秘笈。
魔法仙咒（台灣）/ 護身符（香港）（Charmix）
如果仙子通過考驗克服心中的疑懼，在變身後會在身上多出屬於自己的魔法仙咒。施法的效果會更強。在尼克版就降級為基本Winx的名稱。不過這只是一個暫時性的，因為到第三季就消失了。

### 第三季出現
超仙靈女（Winx Enchantix）
只要你拯救家鄉星球的某人做出犧牲，就可羽化為完全的仙子，這就是超仙靈女。
仙靈粉（Fairy Dust）
來自於超仙靈女自己的翅膀，並且可以破解大部分的黑暗魔咒。
魔法珊瑚寶石
有神奇的療效，但是必須要有夕陽的餘暉照射到寶石上。
黑柳木（Black Willow）
原本在陸黎雅北部是一棵可以帶來繁盛和歡笑的樹，但之後一場大火燒死牠的姊妹，於是她離開了陸黎雅，之後躲在一個山區山洞中，在那裡哀悼她死去的姊妹，她的淚水匯聚一座小湖，湖水流出水洞之外，從懸崖往上流，抗拒地心引力成了水流爬梯，悲傷的記憶讓她淚流不止，她的淚水可以逆轉時光。
亞加多寶盒（Agador Box）
可以保存任何一種魔法，是一種珍貴的法器。魔陀把它拿來裝偷來的魔咒。
聖水之星（Water Stars）
當神龍聖火創世的時候，相對強大的力量也被創造出來，就是聖水之星。會跟神龍聖火互相排斥，如果待在同一個仙界，就會產生強大的渾沌亂世。被太古巫師馴服放在黃金王國。唯一可以消滅神龍聖火的寶物。

### 第四季出現
超神靈女(台灣、中國大陸）/ 聖心天女（台灣第五季）（Winx Believix）
主要的目的，就是使人們敞開心扉，並讓他們相信仙子。當人們相信仙子，其力量就愈強。但是僅限於陸地，在水中時超神靈女的魔力是無用的。
超快速仙翅（Speedix）
可以用超快速的方式飛行。
心靈傳送仙翅（Zoomix）
可以瞬間移動到想要的地方。
心靈追蹤仙翅（Tracix）
可以看到目前所在地方以前發生的事。
白仙環（White Circle）
力量強大的法器，可以打開地球仙子根據地的通道。另外，蘿西曾經被星雲以白仙環為媒介控制。
黑魔環（Black Circle）
力量強大的法器，暗黑界巫師的法力來源。
智之恩賜（Sophix）
帶來智慧與回復大自然生機的恩賜，仙靈組使用這種恩賜的力量讓亞馬遜雨林受到傷害的植物恢復生機。
心之恩賜（Lovix）
象徵博愛與帶來勇氣的恩賜，仙靈組前往北極尋找奧蘿拉時用上。
黑色恩賜
可以讓死者復生但整個仙靈組只有一次使用機會的恩賜。那布為了關閉將仙子們吸進去的深淵入口耗盡所有力量，萊拉試圖用黑色恩賜讓那布復活。可是歐格朗搶先奪走並用在一朵花上，將黑色恩賜浪費掉。

### 第五季出現
仙海魔法之書（Sirenix Book）
記載著仙海魔法的書，起初不能打開，但在仙靈組通過試驗時，就可以打開了，並給予她們仙海魔法盒與諧和魔法，並且被告知，如果沒有在指定時間內找到寶石，他們就會喪失所有的法力。
諧和天女（台灣）/ 聚合力魔法（中國大陸）（Harmonix）
打開仙海魔法書之後會得到的法力，要找出三個寶石才能化身為仙海天女，不然就會失去所有法力。
仙海天女（台灣）/ 仙瑞魔法（中國大陸） （Sirenix）
是一種來自海洋的古老魔法，並不只有仙女可以獲得，女巫也可以獲得，能在深海中自由活動。據莉吉亞王后說，在仙靈組通過考驗前很多仙女嘗試挑戰過，但卻沒有一個能完成考驗，除了戴芬妮。順帶一提，仙靈組在進入水中時髮色會有所改變。

### 第六季出現
仙彌天女（台灣）/ 仙彌魔法（中國大陸）（Bloomix）
由蕾兒的聖龍之火所變成的仙法，由於是由蕾兒的聖龍之火分成六份後分配給仙靈組，所以對蕾兒的身體負擔很大，但是當蕾兒通過對自身的考驗後就沒有此問題了，她也同時開啟了Bloomix的能力。
幻奇天女（台灣）/ 仙虛魔法（中國大陸）（Mythix）
是一種可以進入傳奇之書世界（The Legendarium World）的仙法，由星雲在飛仙學院給予仙靈組各人的魔杖引發的。
傳奇收藏（台灣）/ 傳奇之書（中國大陸）（Legendarium）
是一本記載神話生物的書籍，例如樹精、西方翼龍、東方青龍等生物，原本只有神仙教母可以看，但在後期神仙教母的回憶中得知瑟琳娜私自拿走了。
傳奇鑰匙（Legendarium Key）
是一支由幻想翡翠（Fantasy Emerald）和銀矛（Silver Spear）結合而成封印傳奇之書的鑰匙，仙靈組們得到之後，被侏儒精靈用妙莎的聲音威脅交換奪走，後來蕾兒打敗了艾可隆，將他封印進無限寶盒（Infinity Box）當中，再度和侏儒精靈交易，換回鑰匙。
無限寶盒（Infinity Box）
是奧朵拉贈與仙靈組的一個法寶盒，可以收入任何東西，蕾兒用它在最後封印了艾可隆，並且與侏儒精靈交易換回傳奇鑰匙。

### 第七季出現
蝶影天女（台灣）/ 仙籟魔法（中國大陸）（Butterflix）
當仙子成功保護仙靈動物，大自然就會賦與蝶仙魔法，是一種結合大自然力量的仙法。
迷影天女（台灣）/ 迷你天女（中國大陸）（Tynix）
搭配魔法手鍊（Magic Bracelet），可以進入大自然的力量之中，大自然力量的世界是迷你世界，仙靈動物們進入迷你世界後，都會變大隻，魔力也會變強，更可以成為仙靈組的騎寵，增強仙靈組的魔力，協助戰鬥。當修復完大自然的力量，回到原來的世界，時間的流逝只有一瞬間，所以名為「時間魔法」。
魔法手鍊（Tynix Bracelet）
仙靈組的仙靈動物們學會同心協力後，贈與仙靈組的新法寶，能夠使用時間魔法進入各個大自然的迷你世界，進入迷你世界，能夠靠手鍊和迷你世界的仙靈動物們溝通。

### 奇幻仙靈哇世界 / 魔法世界（Netflix） （World Of Winx） 出現
夢想力（Dreamix）
能夠感知追求夢想的人們，幫助實現夢想，也能進入夢境世界。
奧瑞克斯（Onyrix）
一旦變身就直接進入夢境世界，不能在原世界變身戰鬥，但是在原世界還是能使用魔法。

### 第八季出現
宇宙光魔法（台灣）/ 星際魔法（中國大陸）（Cosmix）
：由朵倫娜皇后所賜給的法力，能讓仙子點亮失去的星光。
超仙天女（台灣）/ 超仙靈女（中國大陸）(Enchanitx）
：仙靈組利用超仙天女法力進入了靈星盒。
水晶星海精靈（台灣）/ 水晶仙瑞魔法（中國大陸）（Crystal Sirenix）
：仙靈組的法力對寒冰起反應，保護著仙靈組

## 每位成員能量變遷表
| 隊員           | 第一季     | 第二季  | 第二季  | 第二季  | 第二季  | 第三季    | 第三季    | 第三季    | 第三季    | 第三季    | 第三季    | 第四季   | 第五季   | 第五季  | 第六季  | 第六季  | 第六季  | 第六季 | 第七季     | 第七季 | World of Winx | World of Winx |
| 隊員           | Magic Winx | Charmix | Charmix | Charmix | Charmix | Enchantix | Enchantix | Enchantix | Enchantix | Enchantix | Enchantix | Believix | Harmonix | Sirenix | Bloomix | Bloomix | Bloomix | Mythix | Butterflix | Tynix  | Dreamix       | Onyrix        |
| 隊員           | Magic Winx | EP20    | EP21    | EP22    | EP23    | EP6       | EP8       | EP10      | EP12      | EP13      | EP16      | Believix | Harmonix | Sirenix | EP4     | EP5     | EP6     | Mythix | Butterflix | Tynix  | Dreamix       | Onyrix        |
| 蕾兒           |            |         |         |         |         |           |           |           |           |           |           |          |          |         |         |         |         |        |            |        |               |               |
| 絲黛娜         |            |         |         |         |         |           |           |           |           |           |           |          |          |         |         |         |         |        |            |        |               |               |
| 芙蘿菈         |            |         |         |         |         |           |           |           |           |           |           |          |          |         |         |         |         |        |            |        |               |               |
| 鐵蘭           |            |         |         |         |         |           |           |           |           |           |           |          |          |         |         |         |         |        |            |        |               |               |
| 梅莎           |            |         |         |         |         |           |           |           |           |           |           |          |          |         |         |         |         |        |            |        |               |               |
| 莱拉（艾伊沙） |            |         |         |         |         |           |           |           |           |           |           |          |          |         |         |         |         |        |            |        |               |               |
| 蘿西           |            |         |         |         |         |           |           |           |           |           |           |          |          |         |         |         |         |        |            |        |               |               |
| 黛芬妮         |            |         |         |         |         |           |           |           |           |           |           |          |          |         |         |         |         |        |            |        |               |               |

## 華語區播放
香港曾在2005年的翡翠台播放第一季和第二季，卻被安排於清晨時段和下午三時五十分播放，所以其知名度顯得有限；在中國的CCTV少儿频道就在2014年開始播放第四季；而台灣就是從2004年起，唯一能夠播放魔法俏佳人所有季度的華語區，因應RAI版前三季和從第四季開始的尼克版而分別在台灣卡通頻道、中華電信的尼克和東森幼幼台播放。奇幻仙靈哇世界中文版可在于Netflix觀看。
| 香港 翡翠台 星期一至五 15:45-16:15 節目 | 香港 翡翠台 星期一至五 15:45-16:15 節目 | 香港 翡翠台 星期一至五 15:45-16:15 節目 |
| --------------------------------------- | --------------------------------------- | --------------------------------------- |
|                                         | (2005.09.19- 12.6)                      |                                         |
| 哪吒傳奇                                | 足球小將GOAL!                           |                                         |
| 星期一至六 06:00-06:30 節目             |                                         |                                         |
| 10+2農莊                                | (2006.11.9- 2007.1.13)                  | 滴骰孖妹                                |

## 电脑游戏
- 魔法俏佳人：热舞革命
- 魔法俏佳人：魔法任务
- 魔法俏佳人：法典的任务

## 影集
- Fate：魔法俏佳人傳奇